# うきは神楽団
うきは神楽団（うきはかぐらだん）は、神楽を通じて地域を活性化しようと福岡県うきは市の田篭地区を中心に活動している団体。

## 歴史

### 田篭神楽舎
2006年、耳納連山の山里である田篭に移住してきた宮川哲郎と浅野親英、涼子夫妻が中心となり、後継者不足で途絶えたという田篭地区の神楽を復活させようと結成。3人の活動に地元の若手が加わり、6人で近所の行事などで神楽を演じた。08年には、田篭地区と同じように都市部からの転入者たちによって復活した大山祇（おおやまずみ）神社（福岡市早良区）の飯場神楽と共演。約30年ぶりに修復された同神社の神楽殿で奉納の舞に花を添えた。

### うきは神楽団
2009年、メンバーが山里だけではなく都市部からも集まるようになり、名称をうきは神楽団と改名。現在では成人式や市の歓迎レセプション、老人ホーム慰問神楽など活動の幅を広げている。
2010年9月には中米のコスタリカでの公演の依頼を受け、現地の日本大使館の主催で首都サンホセの「メリコサラサール劇場」で開催される。同劇場は国立劇場と並び格式高い主要な劇場として知られている。

## 演目
- 柴曳（しばひき）
- 天之岩戸開き（あまのいわとびらき）
- 福授け（ふくさずけ）
うきは神楽団が独自に創作した神楽。翁と媼の夫婦の神様が御酒を造って仲良く飲み交わす。家内安全、無病息災、夫婦円満を願って舞う神楽。